# Deutsche Schule Genf
Die Deutsche Schule Genf/École Allemande de Genève (DSG) ist eine von der Bundesrepublik Deutschland anerkannte und geförderte Deutsche Auslandsschule. Sie wurde 1975 gegründet. Träger der Schule ist der Verein für Deutschen Schulunterricht. Sie ist die einzige Deutsche Auslandsschule in der Schweiz.
Die DSG bietet ein umfangreiches Bildungsangebot vom Kindergarten (ab drei Jahren) bis zum Deutschen Internationalen Abitur. Die 90 Angestellten betreuen  über 450 Schüler aus über 20 Nationen. Als weltoffene Schule mit familiären Werten und lokaler Einbindung wird die Mehrsprachigkeit und kulturelle Vielfalt an der DSG täglich gelebt. Mit der Fertigstellung des Hauptgebäudes 2007 und einem Erweiterungsgebäude Anfang 2022 verfügt die DSG über einen 10.000 m² großen Campus mit modernster technischer Ausstattung. Kinder ab drei Jahren können unseren  Kindergarten besuchen. Im Anschluss daran gehen die Kinder in die Vorschule und danach vier Jahre in die Grundschule. Ab der fünften Klasse beginnt der Gymnasialzweig, der über die Mittlere Reife zum Abitur (Deutsches Internationales Abitur) führt. In einigen Fächern, wie Geschichte, Erdkunde oder Politik findet der Unterricht teilweise auf Englisch oder Französisch statt, um die Schüler auf ein Studium in unterschiedlichen Ländern vorzubereiten. Grundlage des Unterrichts sind die Lehrpläne Baden-Württembergs. Die Deutsche Schule Genf steht allen Nationalitäten offen. Circa 600 externe Kinder und Jugendliche nehmen an Deutschkursen unserer Sprachkursabteilung teil, die ein offiziell anerkanntes Prüfungszentrum des Goethe-Instituts ist.
Das Gebäude der Soliman Zurkirchen Architekten erhielt 2008 das Minerg4e-Label der Schweiz und wurde in Best Architects 10 präsentiert. Die große Aula bietet Raum für schulische Veranstaltungen, Literaturtage, Theater- und Musikveranstaltungen für die deutschen Vertretungen und die deutschen Kulturvereinigungen der Region.
Im April 2010 wurde der Schule nach erfolgreicher Bund-Länder-Inspektion (BLI) das Siegel Exzellente Deutsche Auslandsschule verliehen, das in der zweiten BLI 2016 bestätigt wurde.
Die Schule liegt in der Nähe von Flughafen und Autobahn. Sie ist schnell und bequelm mit mehreren öffentlichen Buslinien vom Hauptbahnhof zu erreichen.